# Неделчару, Йонуц
Йо́нуц Неделча́ру (рум. Ionuț Nedelcearu; род. 25 апреля 1996, Бухарест) — румынский футболист, защитник клуба «Акрон» и сборной Румынии.

## Клубная карьера
Воспитанник юношеской команды бухарестского клуба «Динамо».
17 мая 2013 года дебютировал за вторую команду столичного клуба. 13 декабря того же года дебютировал в Лиге I во встрече с «Поли» из Тимишоары. 5 ноября 2016 года отметился первым забитым мячом в чемпионате, открыв счёт в игре с «Поли».
16 февраля 2018 года подписал контракт с клубом «Уфа», рассчитанный сроком на 3,5 года. 4 марта 2018 года в матча против московского «Динамо» (1:1), дебютировал в составе «Уфы» в РПЛ. 5 мая 2019 года в матче с «Крыльями Советами», забил первый гол в составе «Уфы».
5 октября 2020 года Неделчару подписал 4-летний контракт с греческим клубом АЕК (Афины).
16 июля 2021 года перешёл за 1.2 миллиона евро в клуб «Кротоне», подписав трёхлетний контракт.
27 июля 2022 года Неделчару подписал трёхлетний контракт с клубом «Палермо» .

## Карьера за сборную
В составе юношеской сборной Румынии Неделчару принимал участие в играх отборочного раунда к Чемпионату Европы 2013. Дебют за молодёжную сборную Румынии состоялся в сентябре 2015 года против сборной Армении. В сборной Румынии выступает под 5-м номером.
Выступал на Чемпионате Европы среди молодёжных команд 2019 года, где принял участие в четырёх играх.

### Матчи и голы за сборную
| Матчи и голы Йонуца Неделчару за сборную Румынии | Матчи и голы Йонуца Неделчару за сборную Румынии | Матчи и голы Йонуца Неделчару за сборную Румынии | Матчи и голы Йонуца Неделчару за сборную Румынии | Матчи и голы Йонуца Неделчару за сборную Румынии | Матчи и голы Йонуца Неделчару за сборную Румынии | Матчи и голы Йонуца Неделчару за сборную Румынии |
| №                                                | Дата                                             | Место проведения                                 | Соперник                                         | Счёт                                             | Голы                                             | Соревнование                                     |
| ------------------------------------------------ | ------------------------------------------------ | ------------------------------------------------ | ------------------------------------------------ | ------------------------------------------------ | ------------------------------------------------ | ------------------------------------------------ |
| 1                                                | 27 марта 2018                                    | Крайова, Румыния                                 | Швеция                                           | 1:0                                              | —                                                | Товарищеский матч                                |
| 2                                                | 31 мая 2018                                      | Грац, Австрия                                    | Чили                                             | 3:2                                              | —                                                | Товарищеский матч                                |
| 3                                                | 10 октября 2018                                  | Бухарест, Румыния                                | Сербия                                           | 0:0                                              | —                                                | Лига наций УЕФА 2018/2019                        |
| 4                                                | 10 июня 2019                                     | Аттард, Мальта                                   | Мальта                                           | 0:4                                              | —                                                | Отборочный матч ЧЕ 2020                          |
| 5                                                | 5 сентября 2019                                  | Бухарест, Румыния                                | Испания                                          | 1:2                                              | —                                                | Отборочный матч ЧЕ 2020                          |
| 6                                                | 12 октября 2019                                  | Торсхавн, Фарерские острова                      | Фарерские острова                                | 0:3                                              | —                                                | Отборочный матч ЧЕ 2020                          |
| 7                                                | 15 октября 2019                                  | Бухарест, Румыния                                | Норвегия                                         | 1:1                                              | —                                                | Отборочный матч ЧЕ 2020                          |
| 8                                                | 15 ноября 2019                                   | Бухарест, Румыния                                | Швеция                                           | 0:2                                              | —                                                | Отборочный матч ЧЕ 2020                          |
| 9                                                | 18 ноября 2019                                   | Мадрид, Испания                                  | Испания                                          | 5:0                                              | —                                                | Отборочный матч ЧЕ 2020                          |
| 10                                               | 4 сентября 2020                                  | Бухарест, Румыния                                | Северная Ирландия                                | 1:1                                              | —                                                | Лига наций УЕФА 2020/2021                        |
| 11                                               | 7 сентября 2020                                  | Клагенфурт, Австрия                              | Австрия                                          | 2:3                                              | —                                                | Лига наций УЕФА 2020/2021                        |
| 12                                               | 11 ноября 2020                                   | Плоешти, Румыния                                 | Беларусь                                         | 5:3                                              | 2                                                | Товарищеский матч                                |
| 13                                               | 18 ноября 2020                                   | Белфаст, Северная Ирландия                       | Северная Ирландия                                | 1:1                                              | —                                                | Лига наций УЕФА 2020/2021                        |
| 14                                               | 2 июня 2021                                      | Плоешти, Румыния                                 | Грузия                                           | 1:2                                              | —                                                | Товарищеский матч                                |
| 15                                               | 6 июня 2021                                      | Мидлсбро, Англия                                 | Англия                                           | 0:1                                              | —                                                | Товарищеский матч                                |
| 16                                               | 2 сентября 2021                                  | Рейкьявик, Исландия                              | Исландия                                         | 2:0                                              | —                                                | Отборочный матч ЧМ 2022                          |
| 17                                               | 5 сентября 2021                                  | Бухарест, Румыния                                | Лихтенштейн                                      | 2:0                                              | —                                                | Отборочный матч ЧМ 2022                          |
| 18                                               | 8 сентября 2021                                  | Скопье, Северная Македония                       | Северная Македония                               | 0:0                                              | —                                                | Отборочный матч ЧМ 2022                          |
| 19                                               | 11 октября 2021                                  | Бухарест, Румыния                                | Армения                                          | 1:0                                              | —                                                | Отборочный матч ЧМ 2022                          |

Итого: 19 матчей / 2 гола; 9 побед, 5 ничьих, 5 поражений.